# 공화국을 위한 연합
공화국을 위한 연합(아랍어: الإتحاد من أجل الجمهورية, 프랑스어: Union pour la République)은 모리타니의 정당이다. 2009년 모하메드 울드 압델 아지즈에 의해 창당되었다. 2009년 대통령 선거에서 승리한 이후에 아지즈는 대표직을 사임하였다.